# B.J.アップトン
- B.J.アプトン

B.J.アップトン（B.J. Upton）ことメルビン・エマニュエル・アップトン（Melvin Emanuel Upton、1984年8月21日 - ）は、アメリカ合衆国・バージニア州ノーフォーク出身の元プロ野球選手（外野手、内野手）。右投右打。
一時期の登録名はメルビン・アップトン・ジュニア（Melvin Upton Jr.）。2015年2月に「B.J.アップトン」から変更したが、引退後の2019年1月に元に戻した。メディアによっては、姓をアプトンと表記するところもある。
3歳年下の弟ジャスティン・アップトンは、2005年のMLBドラフト全体1位でアリゾナ・ダイヤモンドバックスに入団。ドラフトの順位という点では、過去最高の兄弟となる。
タンパベイ・レイズの球団史上初のサイクル安打達成者である。

## 経歴

### プロ入り前
父マニーは学生時代に野球とバスケットボールのプレー経験があり、2008年現在はNCAAのバスケット審判員を務め、母イボンヌは若い頃はソフトボールに打ち込み、中学校と高等学校で体育教師をしていたというスポーツ一家に生を受ける。B.J.とジャスティンは少年時代から「教会へ行き礼拝をさせ、勉強をしなければスポーツもさせない」と言う厳格な教育方針の下、規律正しく育てられた。二人の兄弟は幼い頃から競い合い、毎日のように自宅の庭でプレーしていたが、性格は対照的で、活発なジャスティンに対してB.J.は比較的大人しい子だったと言う。また、長じてからの身体を見比べてもジャスティンは堂々たる体躯を誇るが、B.J.は「アルフォンソ・ソリアーノに良く似ている」と言われるほどスリムで、この点も対照的である。
グリーンブライア・クリスチャン・アカデミー在学時の成績は、56試合に出場して打率.645（45四球に対して三振数はわずかに4）、24本塁打、83打点、68盗塁（盗塁死0）。2001年は全米高校2ndチームに（当時は内野手として）選抜され、翌2002年は同代表チームに選抜される。同年6月4日、タンパベイ・デビルレイズから1巡目（全体2位）でMLBドラフト指名を受け、この時は「いずれバリー・ラーキンやデレク・ジーター、アレックス・ロドリゲスと並び称されるであろう」との高評を得た。しかし、アップトンが高額を希望したため交渉は難航。結局、9月16日に460万ドルで契約成立となったが、既にシーズンは閉幕を迎えており、プロデビューは翌年春に持ち越しとなった。

### デビルレイズ・レイズ時代

フォロースルーを取るB.J.アップトン、2007年

2003年はマイナーリーグ（A級とAA級合計）で130試合に出場し、打率.297、8本塁打、62打点、出塁率.388、OPS.819、40盗塁を記録、サウスアトランティック・リーグのオールスターに出場した他、レイズ内のマイナーリーグ・プレーヤー・オブ・ザ・イヤーを受賞。遊撃手として56個もの失策を犯したが、同リーグ監督選のベスト・ベースランナーとベスト・インフィールド・アーム、No.1有望株の3部門に選定。
2004年は、ベースボール・アメリカ誌の「野球界の有望な選手」として2位にランクされ、AA級とAAA級合計で98試合に出場して打率.315・14本塁打・51打点・出塁率.406・OPS.911・20盗塁と着実に成長を遂げる。守備では35失策を記録したものの、同誌が選ぶマイナーリーグ・オールスター代表チームに選出。8月1日にメジャー初昇格し、翌2日のボストン・レッドソックス戦において9番・指名打者でスタメン起用され、ティム・ウェイクフィールドからキャリア初安打となる右前安打を放つなど、3打数1安打1四球2出塁1得点の好結果でデビュー戦を飾った。19歳でのメジャー・デビューは球団史上最年少であり、ルー・ピネラ監督をして「A-RODの再来」と言わしめた。
2005年はメジャー未出場に終わったものの、AAA級ダーラム・ブルズで139試合に出場、打率.303、出塁率.392、OPS.882、44盗塁の好成績を挙げ、7月10日にはオールスター・フューチャーズゲームに出場。53個もの失策を犯したが、ベースボール・アメリカ誌選のマイナーリーグ・オールスター2ndチームにも選出され、インターナショナルリーグのモスト・エキサイティング・プレーヤーに選定される。
2006年はAAA級ダーラムで106試合に出場して出塁率.374、46盗塁（両リーグ最多）。33失策も記録したが、7月12日にはインターナショナルリーグのオールスターに出場。マイナーでは遊撃手であったが、8月1日にメジャー再昇格を果たしてからは三塁手にコンバート。20日と22日に左肩を故障したこともあり、50試合に留まった。
2007年はシーズン開幕戦から9番打者として先発出場を果たし、ポジションは岩村明憲の加入もあって二塁手を守る。5月27日と6月5日にはキャリアハイとなる1試合4安打を放ったが、6月8日の試合で走塁中に左足を痛めて約1か月間戦線離脱。7月13日に復帰してからは、「B.J.は攻撃に専念させたい」との球団フロントの意向によって中堅手にコンバート。復帰後間もない15-21日にかけて6試合中4試合で3安打を放ち、特に20日には自身初の1試合2本塁打を叩いた。この活躍により、プレーヤー・オブ・ザ・ウィークを受賞（16-22日の週）。8月22日は松坂大輔から決勝点となる2点本塁打をライトスタンドに叩き込み、24日からは4番に定着。故障に見舞われたものの、初めて規定打席をクリアし、23歳以下ではMLB史上5人目となる打率3割、20本塁打、20盗塁を達成。ボールの見極めが上達し、更に長打率はリーグ9位、外野補殺数は同6位と飛躍のシーズンとなった。
2008年は開幕当初は4番に座っていたが、4月16日からは3番、7月20日からは2番を務めた。8月以降は3度も怠慢プレーを理由にベンチに下げられる失態を犯し、9月には左足負傷により10試合欠場したが、シーズン通算では自己最多の145試合に出場した上、リーグ2位の盗塁数（44）と補殺数（16）とレンジ・ファクター（2.84）、同4位の四球数（97）、同7位の出塁率（.383）をマーク。身体能力と出塁能力、両面において高いパフォーマンスを発揮した。ポストシーズンでは16試合に出場して66打数19安打、打率.288・7本塁打・16打点・出塁率.333・長打率.652・6盗塁。ポストシーズンにおける単年7本塁打はアメリカンリーグのタイ記録であり、球団史上初となるリーグ制覇の原動力になった。ワールドシリーズでは1勝4敗でフィラデルフィア・フィリーズに敗北したが、レイズの24盗塁はそれまでの21盗塁を塗り替えるポストシーズン新記録となった。シーズン終了後の11月11日に左肩の手術を受けている。
2009年は、開幕から1週間遅れの4月13日（対ニューヨーク・ヤンキース戦）から戦列に復帰し、打順は1番になった。そして3打数1安打3四球4出塁2盗塁2得点とインパクトを与え、「彼は一段と進歩・成長している、新しい役割に見事に順応している」とジョー・マドン監督を感心させた。マドンは更に「彼はリッキー・ヘンダーソンやルー・ブロックに比肩する存在になれるかもしれない」と述べ、アップトンのリードオフとしての攻撃能力に一目置いている。10月2日のヤンキース戦で球団史上初のサイクル安打を達成した。第1打席で走者一掃の三塁打を放つと、3回の第2打席で左中間へ二塁打。4回の第3打席では右中間へ2点本塁打。さらに5回の第4打席で右前安打を放ち、球団初のサイクル安打を達成した。8回にも左前安打を放ち、この試合5打数5安打6打点を記録した。
2012年のオフにFAとなった。

### ブレーブス時代
2012年11月28日にアトランタ・ブレーブスと総額約7500万ドルの5年契約を結び移籍した。同年オフにジャスティンもブレーブスに移籍したため兄弟揃ってプレーすることになった。
2013年4月23日のコロラド・ロッキーズ戦（クアーズ・フィールド）の5回に本塁打を放つと、続く打者の弟ジャスティンも本塁打を放ち、ポール・ウェイナー、ロイド・ウェイナー兄弟に続いて、メジャーで2例目の兄弟での連続本塁打を75年ぶりに記録した。レギュラーシーズンでは126試合の出場で打率.184・151三振を記録した。
2014年は、2年連続で不振に陥った。2年ぶりとなる規定打席到達を果たし、同じく2年ぶりとなる三桁安打と二桁本塁打・盗塁を記録したが、打率.208・自己ワーストの173三振を喫した。
2015年2月に登録名をメルビン・アップトン・ジュニアに変更した。2月27日に左足を負傷し、スプリングトレーニングを離脱。レントゲン及びMRI検査の結果、左足の母趾球の炎症と診断され、2週間ほど患部をギプスで固定。さらにその後、6週間は医療用ブーツを着用することになり、普通に歩行できるまで約2ヶ月の重症を負った。このため、開幕は故障者リストで迎えることになった。

### パドレス時代
2015年4月5日にキャメロン・メイビン、カルロス・クエンティン、マット・ウィスラー、ジョーダン・パローベック、さらにこのシーズンのドラフト指名権とのトレードで、クレイグ・キンブレルと共にサンディエゴ・パドレスへ移籍した。弟のジャスティンもオフにパドレスにトレードで移籍していたため再び兄弟揃って同じチームでプレーすることとなった。シーズン開幕は故障者リストで迎えたが、6月に復帰。その後は控えとして87試合に出場したが、メジャー定着後の2007年以降では試合数、打席数共に最低に終わった。後半戦は打率.278を記録するなど調子を上げた。
2016年は左翼手のレギュラーの座を掴み、92試合で打率.256・16本塁打・45打点・20盗塁を記録。ブレーブス移籍時から続いていた不振から脱却した。

### ブルージェイズ時代
2016年7月26日にハンセル・ロドリゲスとのトレードで、トロント・ブルージェイズへ移籍した。ブルージェイズ加入後も左翼手のレギュラー格となったが、不振がぶり返して57試合で打率.196・4本塁打・16打点・7盗塁という成績に終わった。それでも、パドレス時代との合算で見れば、149試合で打率.238ながら20本塁打・27盗塁をマークし、自身4度目となる「20本塁打・20盗塁」の同時記録を達成した。
2017年4月2日に自由契約となった。

### ジャイアンツ傘下時代
2017年4月8日にサンフランシスコ・ジャイアンツとマイナー契約を結び、6月より傘下のAAA級サクラメント・リバーキャッツでプレー。だが、成績は12試合で打率.244・1本塁打・4打点にとどまり、8月21日に自由契約となった。

### インディアンス傘下時代
2017年12月21日にクリーブランド・インディアンスとマイナー契約を結び、2018年のスプリングトレーニングに招待選手として参加することになったが、2018年スプリングトレーニングの成績が37打数7安打、打率.189と振るわず、3月19日に自由契約となった。
2019年1月の報道で、既に引退していることが伝えられた。

## プレースタイル
本来は遊撃手であったが、2007年7月から外野手に転向。それを機に一躍ブレイクした。2014年まで登録名にしていたニックネームの"B.J."は"Bossman Junior"の略。彼の父のニックネームが"Bossman"だったことに由来する。
「ライトニング・クイック・バット」とも称される傑出したバットスピードを最大の武器とし、パワー・アベレージ双方の面で結果を残せる選手と広く考えられている。加えて、最高水準のスピードと盗塁技術、広大なレンジ（守備範囲）と大砲に例えられるほどの強肩、そして確かな選球眼を兼ね備える5ツールプレイヤー（7スキルプレイヤーとも）。長打量産の副産物として三振数も多いが、ボールを鋭く見極め、四球を選んで出塁出来る。レギュラーに定着した2007年から2008年までの2年間で162個の四球を選んでおり、出塁率はいずれも.380を超えている。2008年には97四球をマークしているが、これは24歳以下の若手選手としては1991年のフランク・トーマス（138個）以来、ア・リーグ17年ぶりのことである。レイズ時代の監督だったジョー・マドンはアップトンの運動能力と野球センス、スピードと意欲的な走塁、選球眼とセレクティブなアプローチを賞賛しているが、とりわけ送球能力に関しては「B.J.の外野からの返球を見る限り、初速・精度いずれもリーグ最高だろう」と高い評価を下している。
遊撃手の守備に難があるが、目標とするデレク・ジーターも過去守備に悩まされた経験があるために、かつては「アップトンもいずれ遊撃手として大成するのではないか」と考えられていた。しかし2007年7月からは中堅にコンバート、守備負担は大幅に軽減された。アップトンはリトルリーグ入団以降、一貫して内野手を務めて来たが、「守備に就いている際に細かい神経を使わずに済む」と外野転向を前向きに捉えている。

## 詳細情報

### 年度別打撃成績
| 年 度     | 球 団     | 試 合 | 打 席 | 打 数 | 得 点 | 安 打 | 二 塁 打 | 三 塁 打 | 本 塁 打 | 塁 打 | 打 点 | 盗 塁 | 盗 塁 死 | 犠 打 | 犠 飛 | 四 球 | 敬 遠 | 死 球 | 三 振 | 併 殺 打 | 打 率 | 出 塁 率 | 長 打 率 | O P S |
| --------- | --------- | ----- | ----- | ----- | ----- | ----- | -------- | -------- | -------- | ----- | ----- | ----- | -------- | ----- | ----- | ----- | ----- | ----- | ----- | -------- | ----- | -------- | -------- | ----- |
| 2004      | TB        | 45    | 177   | 159   | 19    | 41    | 8        | 2        | 4        | 65    | 12    | 4     | 1        | 1     | 1     | 15    | 0     | 1     | 46    | 1        | .258  | .324     | .409     | .733  |
| 2006      | TB        | 50    | 189   | 175   | 20    | 43    | 5        | 0        | 1        | 51    | 10    | 11    | 3        | 0     | 0     | 13    | 0     | 1     | 40    | 1        | .246  | .302     | .291     | .593  |
| 2007      | TB        | 129   | 548   | 474   | 86    | 142   | 25       | 1        | 24       | 241   | 82    | 22    | 8        | 1     | 4     | 65    | 4     | 4     | 154   | 14       | .300  | .386     | .508     | .894  |
| 2008      | TB        | 145   | 640   | 531   | 85    | 145   | 37       | 2        | 9        | 213   | 67    | 44    | 16       | 3     | 7     | 97    | 4     | 2     | 134   | 13       | .273  | .383     | .401     | .784  |
| 2009      | TB        | 144   | 626   | 560   | 79    | 135   | 33       | 4        | 11       | 209   | 55    | 42    | 14       | 3     | 3     | 57    | 0     | 3     | 152   | 7        | .241  | .313     | .373     | .686  |
| 2010      | TB        | 154   | 610   | 536   | 89    | 127   | 38       | 4        | 18       | 227   | 62    | 42    | 9        | 1     | 4     | 67    | 1     | 2     | 164   | 13       | .237  | .322     | .424     | .745  |
| 2011      | TB        | 153   | 640   | 560   | 82    | 136   | 27       | 4        | 23       | 240   | 81    | 36    | 12       | 2     | 3     | 71    | 4     | 4     | 161   | 16       | .243  | .331     | .429     | .759  |
| 2012      | TB        | 146   | 633   | 573   | 79    | 141   | 29       | 3        | 28       | 260   | 78    | 31    | 6        | 4     | 8     | 45    | 0     | 1     | 169   | 13       | .246  | .298     | .454     | .752  |
| 2013      | ATL       | 126   | 446   | 391   | 30    | 72    | 14       | 0        | 9        | 113   | 26    | 12    | 5        | 1     | 6     | 44    | 2     | 3     | 151   | 7        | .184  | .268     | .289     | .557  |
| 2014      | ATL       | 141   | 582   | 519   | 67    | 108   | 19       | 5        | 12       | 173   | 35    | 20    | 7        | 3     | 2     | 57    | 5     | 1     | 173   | 6        | .208  | .287     | .333     | .620  |
| 2015      | SD        | 87    | 228   | 205   | 23    | 53    | 12       | 4        | 5        | 88    | 17    | 9     | 3        | 2     | 0     | 21    | 2     | 0     | 62    | 1        | .259  | .327     | .429     | .757  |
| 2016      | SD        | 92    | 374   | 344   | 46    | 88    | 11       | 2        | 16       | 151   | 45    | 20    | 5        | 1     | 3     | 23    | 1     | 2     | 106   | 5        | .256  | .304     | .439     | .743  |
| 2016      | TOR       | 57    | 165   | 148   | 18    | 29    | 4        | 1        | 4        | 47    | 16    | 7     | 3        | 0     | 3     | 14    | 0     | 0     | 49    | 1        | .196  | .261     | .318     | .578  |
| '16計     | TOR       | 149   | 539   | 492   | 64    | 117   | 15       | 3        | 20       | 198   | 61    | 27    | 8        | 1     | 6     | 37    | 1     | 2     | 155   | 6        | .238  | .291     | .402     | .693  |
| MLB：12年 | MLB：12年 | 1469  | 5858  | 5175  | 723   | 1260  | 262      | 32       | 164      | 2078  | 586   | 300   | 92       | 22    | 44    | 589   | 23    | 24    | 1561  | 98       | .243  | .321     | .402     | .723  |

- 2018年度シーズン終了時
- 各年度の太字はリーグ最高

### 記録
MiLB
- オールスター・フューチャーズゲーム選出：2回（2004年 - 2005年）

MLB
- サイクル安打：1回（2009年10月2日、対ニューヨーク・ヤンキース戦）

### 背番号
- 39（2004年）
- 2（2006年 - 2016年7月25日）
- 7（2016年7月26日 - 同年終了）